# Sûreté publique de Monaco
La Sûreté publique de Monaco (monégasque : Sügürita̍ pü̍blica de Mu̍negu) est le service de police nationale de la principauté de Monaco. Elle est une branche du Département de l'Intérieur de Monaco.

## Missions
La Sûreté publique a pour missions : 
- le maintien de l'ordre public,
- la sécurité des personnes et des biens,
- la surveillance du territoire,
- et les tâches de police administrative ou judiciaire qui lui sont confiées par la législation de Monaco.

## Organisation
La  Sûreté publique, en plus d'un Cabinet de direction, est composée 5 divisions spécialisées.

### Cabinet de direction
- La Section des informations générales, des études et du renseignement (SIGER), service de renseignements de la principauté

(Une dizaine d'agents).
- Le Secrétariat de Direction apporte un soutien au Chef de service.
- Le Poste de commandement et des transmissions opérationnelles. Le PCTO gère aussi les déclenchements d’alarmes ainsi que la télésurveillance implantée sur le territoire et met en œuvre les plans de secours et de rappel du personnel.
- La Cellule Conseiller technique est chargée, d'une part d'une mission d'intelligence économique auprès des sociétés monégasques et, d'autre part, d'une démarche de prévention des risques permettant de réduire notablement les risques en matière de sécurité et de prévenir les situations graves.
- Le Groupe de sécurité de la Famille Souveraine assure la protection du Prince Souverain et celle de Sa Famille lors des déplacements privés ou lors des voyages officiels.
- L'inspection générale des Services de police (IGSP) intervient sur instruction du Ministre d'État ou du Conseiller de Gouvernement pour l'Intérieur ou, avec l'accord de ce dernier, à la demande du Directeur de la Sûreté publique. La justice monégasque peut également la saisir.
- Le Secrétariat général et la Cellule vaguemestre.

### Divisions de la DSP
Cinq divisions constituent la DSP
- Division de l'administration et de la formation,
- Division de police administrative,
- Division de police judiciaire,
- Division de police urbaine (294 personnels),
- Division de police maritime et aéroportuaire (DPMA).
- Division de Protection de La Famille Princière

## Historique et dates clés
- 1902 : Création le 23 juin 1902 par le prince Albert Ier de la Sûreté publique qui remplace le service de police.
- 1914 : Premier congrès international de police judiciaire réunissant à Monaco 300 congressistes (membres de la magistrature, du barreau et de la police) de 25 États différents.
- 1958 : Installation de la direction de la Sûreté publique rue Suffren Reymond.
- 1982 : Installation de la première caméra de vidéosurveillance place d'Armes. 40 ans plus tard, les 2,02 km2 de la principauté en comptent plus de 1000.
- 1997 : La désignation de Charlotte Casiraghi comme marraine de la Sûreté publique par le prince Rainier III intervient le 23 avril 1997, date des commémorations à l'occasion des 700 ans de la dynastie des Grimaldi. La Sûreté se dote d'un saint patron, Saint-Georges, et d'une devise fides, diligentia, virtus (loyauté, vigilance, courage).
- 2016 : Nomination du premier Monégasque à la tête de la direction de la Sûreté publique. Le titre exacte et actuel de Richard Marangoni est contrôleur général chargé de la direction de la Sûreté publique.
- 2017 : La division du renseignement intérieur est créée pour remplacer la section des informations générales, des études et du renseignement (SIGER)

## Sources
- Site internet du gouvernement de Monaco
- Police Pro, n°17